# Calvisia medora
Calvisia medora är en insektsart som först beskrevs av John Obadiah Westwood 1859.  Calvisia medora ingår i släktet Calvisia och familjen Diapheromeridae. Inga underarter finns listade.